# Lichtkiemer
Een lichtkiemer is een plant, waarvan het zaad alleen kiemt onder invloed van licht. Het licht zorgt voor prikkeling van het phytochroom.
Lichtkiemers moeten zeer oppervlakkig gezaaid worden, omdat ze anders niet kiemen. Ook mag een eventuele zaaibak niet afgedekt worden met niet licht doorlatend materiaal.
Een lichtprikkelkiemer is een plant, waarvan het zaad een lichtprikkel nodig heeft om te kiemen. Vaak zijn dit onkruiden. Sommige van deze zaden hebben genoeg aan een duizendste seconde licht om het kiemingsproces op gang te brengen. Andere zaden hebben een langere lichtperiode nodig.

## Grondbewerking
Door een grondbewerking kunnen onkruidzaden een lichtimpuls krijgen en gaan kiemen. Daarom zou een grondbewerking in het donker aan te bevelen zijn. Echter 's nachts de bewerking uitvoeren is niet voldoende, omdat er dan toch nog voldoende licht is voor onkruidzaden om te gaan kiemen. Daarom zou een lichtdichte kap om het grondbewerkingswerktuig aangebracht moeten worden. In 2006 werden met zo'n soort werktuig proeven gedaan.
Voorbeelden van lichtkiemers of lichtprikkelkiemers zijn:
- Bonenkruid lichtkiemer
- Celosia lichtkiemer
- Kamille lichtkiemer
- Melganzenvoet lichtprikkelkiemer
- Sla lichtkiemer
- Selderij lichtkiemer
  - Bleekselderij lichtkiemer
  - Knolselderij lichtkiemer
  - Snijselderij lichtkiemer
- Peterselie lichtkiemer
- Tabak lichtkiemer
- Ageratum lichtkiemer
- Ailanthus lichtkiemer
- Alionopsis lichtkiemer
- Drosera lichtkiemer
- Achillea lichtkiemer
- Ericaceae lichtkiemer
  - Azalea lichtkiemer
  - Rhododendron lichtkiemer
- Salvia lichtkiemer
- Stengelloze sleutelbloem lichtkiemer